# John Dickson Carr
John Dickson Carr (også kendt under pseudonymerne Carter Dickson, Carr Dickson og Roger Fairbairn) (30. november 1906 i Uniontown, Pennsylvania – 27. februar 1977 i Greenville, South Carolina) var en amerikansk-britisk forfatter, der regnes som en af de store forfattere i kriminallitteraturens guldalder i 1930'erne og 1940'erne med komplekse mysterier og historier. At mysteriet står i centrum og driver handlingen var kendetegnende for genren. Gennem sit forfatterskab nåede Carr at udgive næsten 100 bøger. 37 af disse er oversat til dansk.
Flere af figurerne i Carrs bøger er baseret på virkelige personer. Således har Winston Churchill været inspiration til Sir Henry Merrivale, mens Dr. Gideon Fell er tegnet efter forfatteren G.K. Chesterton.
Carrs detektivhistorier handler ofte om forbrydelser begået i "lukkede rum". Udover krimier har han også skrevet historiske romaner samt en biografi om Arthur Conan Doyle.
I sine sidste leveår var Carr kritiker i Ellery Queens Mystery Magazine.